# Les Aventures extraordinaires de Michel Strogoff
Pour plus de détails, voir Fiche technique et Distribution.
Les Aventures extraordinaires de Michel Strogoff est un long métrage d'animation français de Bruno-René Huchez sorti en 2004.
Il a produit aussi la série télévisée d'animation Michel Strogoff avec son fils Alexandre Huchez.

## Synopsis
En Russie, des hordes de Tartares envahissent la Sibérie, dévastant les villages et semant la terreur parmi les populations. Les communications sont coupées et le tsar envoie Michel Strogoff à 5 000 kilomètres de Moscou, prévenir du danger imminent le grand duc à Irkoutsk. 

## Fiche technique
- Titre français : Les Aventures extraordinaires de Michel Strogoff
- Réalisation : Bruno-René et Alexandre Huchez
- Production : Rouge Citron Production et Dargaud Marina
- Musique : Jean-Jacques Debout
- Durée : 87 minutes
- Format : couleur
- Dates de sortie : 30 juin 2004

## Distribution
- Anthony Delon : Michel Strogoff
- Claire Keim : Nadia
- Mike Marshall : Ogareff
- Michel Elias : Jolivet, Rat-Prof
- Paul Bandey  Blount
- Igor De Savitch : le Tzar, Fédor
- Jean-Claude de Goros : le Grand Duc
- Jean-François Lalet : Kissof
- Jean-Claude Sachot : Féofar Khan
- Ségolène Huchez : Zélie

## Chansons et musiques du film
- Deux en chemin - Claire Keim
- Au revoir - Claire Keim et Olivier Constantin
- Duo Sangarre-Nadia - Claire Keim
- Le cœur des hommes - Olivier Constantin
- Le canon tonne - Olivier Constantin

- Le beau Danube bleu - Orchestre National du Bolchoï
- Les bateliers de la Volga - Orchestre National du Bolchoï
- Plaine, ma plaine - Les Chœurs de l'Armée Rouge